# Мельничук Юрій Володимирович (спортсмен)
Юрій Володимирович Мельничук (нар. 10 квітня 1967, Одеса) — український волейбольний тренер, у минулому спортсмен (волейболіст).

## Життєпис
Народився 10 квітня 1967 року в Одесі.
Закінчив Одеський політехнічний інститут.
Під час ігрової кар'єри грав у складах клубів «Політехнік» (Одеса), «Азот» (Черкаси), «Медикемія» (Сегед, Угорщина), «Матадор» (Пухов, Словаччина), турецьких «Мармара-колледж» (Стамбул) та ДСІ (Баликесир).
Був головним тренером маріупольської «Азовсталі», чернівецького ВК «Будівельник-Динамо-Буковина» (2007—2009), черкаського клубу «Імпексагро» (протягом двох неповних сезонів, із червня 2009 до лютого 2011). Після цього у 2011—2018 роках тренував клуб «Югра-Самотлор» із Нижньовартовська (з 11 лютого), зокрема, після трьох років роботи у 2014 зумів повернути його в російську Суперлігу, а перемогу у Вищій лізі «А» його команда оформила достроково.
Улітку 2018 року очолив жіночу команду красноярського ВК «Єнісей». У жовтні 2018 покинув цей пост, ставши старшим тренером сургутського ВК «Газпром-Югра».
Улітку 2020 року став головним тренером СК «Епіцентр-Подоляни».
Нині очолює «Brisbane Slavic United Volleyball Club» (Австралія).